# Adrien Evéquoz
Adrien Evéquoz (Fribourg, 1948), is een Zwitsers diplomaat en militair met de rang van generaal-majoor.
Adrien Evéquoz is heimatberechtigt in Fribourg en in Conthey (Kanton Wallis). Hij studeerde rechten aan de Universiteit van Fribourg. In 1977 trad hij in dienst van het Departement van Buitenlandse Zaken. Hij volgde daarnaast een diplomatieke opleiding en liep stage in Bern en Madrid. Hij was werkzaam op de Zwitserse ambassade in Kinshasa (1984-1986), aansluitend maakte hij deel uit van de Zwitserse missie bij het Bureau van de Verenigde Naties en de andere internationale organisaties in Genève (1986-1991). In 1991 werd hij eerste medewerker op het Zwitserse gezantschap in Caïro en daarna vervulde hij dezelfde functie in Buenos Aires.
Adrien Evéquoz werd in mei 2000 hoofd van de Zwitserse delegatie bij de Neutrale Wapenstilstandscontrolecommissie in het Koreaanse Panmunjeom. Hiervoor verkreeg hij de militaire rang van generaal-majoor. Zijn voornaamste taak was erop toe te zien dat zowel Noord- als Zuid-Korea zich hield aan de op 27 juli 1953 gesloten wapenstilstand (zie: Koreaanse Oorlog). Hij bleef hoofd van de Neutrale Wapenstilstandscontrolecommissie tot december 2004. Zijn Zwitserse opvolger werd generaal-majoor Gerhard Brügger.